# Oxyptilus parvidactyla
Oxyptilus parvidactyla là một loài bướm đêm thuộc họ Pterophoridae. Nó được tìm thấy ở almost khắp châu Âu, cũng như Nga, Tiểu Á và Bắc Phi.
Sải cánh dài 13–18 mm. Con trưởng thành bay từ tháng 5 đến tháng 7 ở Tây Âu. Có một lứa một năm.
Young larvae feed on the young leaves của Hieracium species, bao gồm Hieracium pilosella và có thể Hieracium laevigatum. Later instars feed on the flowerheads.